# Sergio Biaggi
Sergio Biaggi (Monza, 6 febbraio 1960) è un ex cestista e allenatore di pallacanestro italiano.

## Carriera

### Giocatore
Ha debuttato in Serie A1 con la Cinzano Milano nella stagione 1977-1978; resta a Milano anche la stagione successiva e poi in prestito un anno in Serie A2 a Chieti nel 1979-1980, per poi tornare (sempre come riserva) a Milano la stagione seguente (dove giocherà 66 minuti, segnando 21 punti).
Nella stagione 1981-82 viene ceduto in Serie A2 a Gorizia, squadra con la quale giocherà 816 minuti e raggiungerà la promozione in serie A1. Biaggi, considerato "una delle più grandi guardie passate in riva all'Isonzo", resterà a Gorizia fino al 1986. Sergio "...in campo – tecnicamente era un'enciclopedia aperta, e la sua finta in palleggio imparata da Mike D'Antoni è un fondamentale da insegnare ai ragazzi".
Nella stagione 1986-87 gioca in B1 a Pistoia, dove conquista subito la promozione in Serie A2. Nella stagione seguente conquista il 9º posto finale.
Nel campionato 1988-89 è nuovamente in Serie B1 nelle file del Basket Mestre (retrocesso l'anno precedente), dove gioca in una squadra pensata quantomeno per l'alta classifica (se non per la promozione) e che invece dopo una stagione calvario si classificherà terz'ultima retrocedendo in B2 (il Basket Mestre verrà poi sciolto, venduti i diritti e l'attività e le giovanili trasferiti a Desio).
La stagione successiva torna a Gorizia, per quella che sarà la sua ultima stagione nel basket professionistico.

### Allenatore
Dopo aver allenato i Senators (squadra delle serie minori venete) nel corso degli anni 2000, nel 2009 viene chiamato ad allenare la Dinamo Gorizia.

## Palmarès
- Promozione in Serie A1: 1
S. Benedetto Gorizia: 1981-82
- Promozione in Serie A2: 1
Maltinti Pistoia: 1986-87